# War Photographer
Der Film War Photographer von Produzent und Regisseur Christian Frei aus dem Jahr 2001 begleitet den Kriegsfotografen James Nachtwey zwei Jahre lang bei seiner Arbeit in Krisenregionen dieser Erde. Neben der Arbeit vor Ort enthält der Film zurückhaltende und wortkarge Interviews mit Nachtwey, in denen er über seine Arbeit, seine Ideale und die gefährliche Arbeit auch seiner Kollegen spricht. Über den Film verteilt, geben Reporter und Redakteure die mit ihm zusammenarbeiten, Interviews zur Arbeit und Person Nachtweys.

## Drehorte
Die Drehorte:
- Kosovo: Nachtwey besucht den Kosovo nach dem Ende des Kosovokrieges; er zeigt das Leid der in ihre Häuser zurückkehrenden Menschen.
- Jakarta, Indonesien: Nachtwey dokumentiert die Armut der Menschen, die in Holzhütten neben Eisenbahngleisen am Rande der Großstadt leben und auf Mülldeponien verwertbares sammeln. Speziell wird eine obdachlose Familie gezeigt, deren Vater einen Arm und ein Bein verloren hat.
- Ramallah, Palästina: Nachtwey befindet sich mitten in Unruhen, ist Tränengas ausgesetzt.
- Eröffnung einer Ausstellung mit Nachtwey-Fotos in New York City.
- Schwefelmine am Kawah Ijen auf Ostjava (Indonesien): Arbeiter bauen ohne Atemschutz Schwefel ab. Häufig ist vor gelben Dämpfen nichts zu sehen.

## Besonderheiten
Teile des Films sind mit einer Spezialkamera gedreht, die an Nachtweys Fotokamera angebracht war und so das Geschehen aus seiner Sicht bzw. ihn hinter der Kamera zeigt.

## Kritiken
„War Photographer ist eine Dokumentation, die einen vielschichtigen Einblick hinter die Kulissen der Kriegs- und Krisenfotografie gewährt.“

„Die Macher des Films, namentlich Christian Frei und Kameramann Peter Indergand, haben gemeinsam mit James Nachtwey ihr Leben für die freie Berichterstattung aufs Spiel gesetzt. Dieser Film ist großartig und für jeden politisch Interessierten ein Muss.“

„War Photographer, der grandiose Dokumentarfilm des Schweizer Regisseurs Christian Frei, erzählt, weshalb der amerikanische Fotograf in den Krisengebieten der Welt nicht wegschaut. Frei macht den Zuschauer zum unmittelbaren Zeugen von Nachtweys Suche nach einem Moment der Wahrheit.“

„In Freis Film gibt es keine unzulässige Dramatisierung von Bildern, die ohnehin für sich selbst sprechen. Aus anfänglicher Distanz entsteht ein zunehmend persönliches Porträt des Kriegsberichtserstatters. Stück für Stück ergibt sich auch dies: der Schock, der Schrecken im Prozess seiner Verfertigung. Dem Tonfall blindwütiger Demaskierung gemäß, dem Dokumentaristen häufig so leicht nachgeben, wäre es natürlich leicht, jedem Kriegsfotografen Zynismus zu unterstellen. Frei fühlt sich dazu offensichtlich nicht befugt. Er bleibt bei seinem Thema – das der Mensch Nachtwey ist – und respektiert es in imponierender Weise.“

## Auszeichnungen
- Oscar Academy Awards 2002: Nominated Best Documentary Feature
- Gregory Foster Peabody Award 2003
- Emmy 2004: Nomination Award for Cinematographer Peter Indergand
- Swisspeaks Swiss American Film Festival New York 2003: Audience Award Feature Documentary
- Adolf Grimme-Preis 2003: Sonderpreis des Ministeriums für Städtebau und Wohnen, Kultur und Sport des Landes NRW
- Phoenix-Dokumentarfilmpreis 2002
- Durban International Film Festival 2002: Bester Dokumentarfilm
- Cologne Conference Internationales Fernseh- und Filmfest Köln 2002: Phoenix Preis Best Non-Fiction
- Rehoboth Beach Independent Film Festival 2002: Publikumspreis
- Viewpoint Filmfestival Gent 2002: Bester Film
- European Documentary Film Festival Oslo 2003: Eurodok Award
- Dokufest Pizren Dokumentary and Short Film Festival 2003: Bester Film
- British Documentary Awards 2002: Shortlisted The Grierson Award Category International Documentary
- Schweizer Filmpreis 2002: Nominiert für den Schweizer Filmpreis Quartz in der Kategorie «Bester Dokumentarfilm»
- Docaviv Tel Aviv International Documentary Film Festival: Bester Film
- Encounters South African International Documentary Festival 2002: Jameson Publikumspreis
- Osaka European Film Festival 2002: Osaka City Spezialpreis
- Sichuan TV Festival: Gold Panda Award Best Long Documentary
- Festival of Documentary Film Bratislava 2003: Zuschauerpreis One World
- Mountainfilm in Telluride 2003: Voice of Humanity Award
- Bundesamt für Kultur 2002: Qualitätsprämie
- HotDocs Toronto 2002: Selektion
- Visions du Réel Nyon 2002: Eröffnungsfilm
- Solothurner Filmtage 2002: Eröffnungsfilm
- Beirut Documentary Film Festival 2002: Eröffnungsfilm
- International Documentary Film Festival Amsterdam IDFA 2001: Wettbewerb